# メアリー・ウェルシュ・ヘミングウェイ
メアリー・ウェルシュ・ヘミングウェイ（Mary Welsh Hemingway、1908年4月5日 - 1986年11月26日）は、アメリカ合衆国のジャーナリスト、著述家であり、アーネスト・ヘミングウェイの4人目かつ最後の妻である。

## 若年期
ミネソタ州ウォーカーで1908年4月5日に生まれた。1938年に、オハイオ州出身の演劇生のローレンス・ミラー・クック(Lawrence Miller Cook)と結婚したが、すぐに離婚した。

## 初期のキャリア
離婚後にシカゴに移って『シカゴ・デイリー・ニュース』紙で働き始めた。そこで出会ったウィル・ラング・ジュニアと友情を育み、その後もいくつかの仕事で一緒に働いた。ロンドンでの休暇中に『デイリー・エクスプレス』紙で新しい仕事を始め、この仕事をきっかけに、第二次世界大戦前にはパリでも仕事をするようになった。

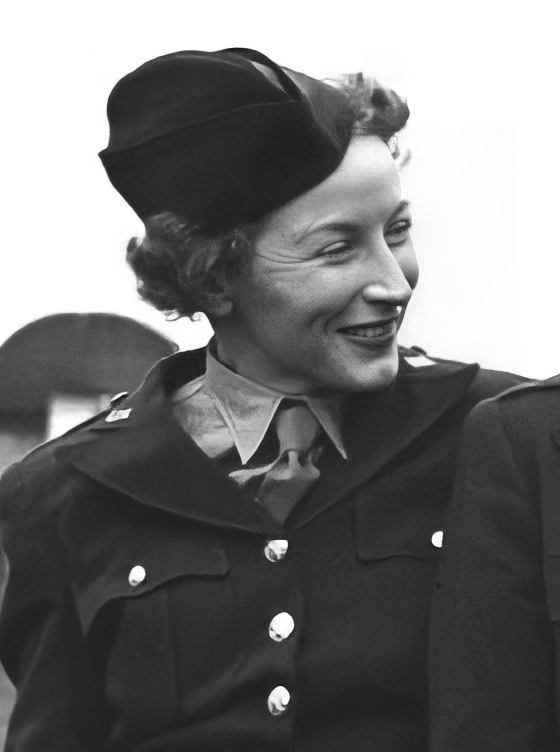
戦争特派員として制服をきているメアリー・ウェルシュ

1940年にフランスが陥落すると、ロンドンを拠点に戦争の取材するようになった。また、ウィンストン・チャーチルの記者会見にも出席した。
戦争中に、2人目の夫であるオーストラリア人ジャーナリストのノエル・モンクス(Noel Monks)と結婚した。

## アーネスト・ヘミングウェイとの結婚

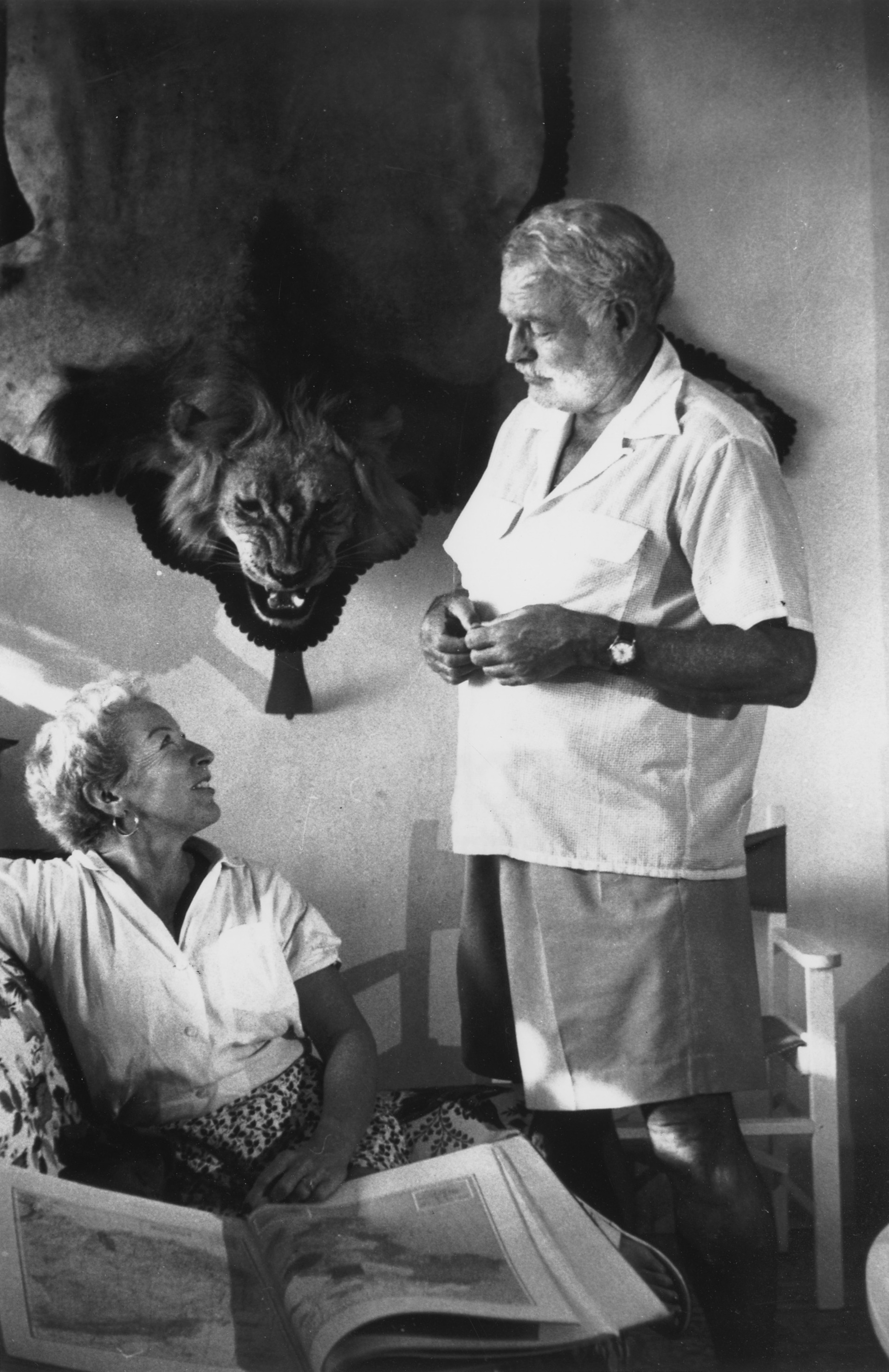
ヘミングウェイ夫妻（キューバにて）

1944年、ロンドンで戦争を取材していたアメリカの作家アーネスト・ヘミングウェイと出会い、親密な関係になった。1945年にモンクスと離婚し、1946年3月にキューバでヘミングウェイと結婚した。
メアリーとアーネストの気質はよく合っていた。アーネストの前妻のマーサ・ゲルホーンは、アーネストが自分を支配しようとすることに不満を持っていた。メアリーは次のように書いている。「私は彼に『主人』であってほしかった。私よりも強く、賢くあってほしかった。彼がどれだけ大きくて、私がどれだけ小さいかを常に思い起こさせてほしかった。」
1946年8月、子宮外妊娠のため流産した。
結婚後、2人はキューバで暮らし、1959年にアイダホ州ケッチャムに移った。
キューバ滞在中の1958年、ヘミングウェイの小説『老人と海』をジョン・スタージェスが映画化した際、夫とともにカメオ出演している。アーネストはギャンブラー、メアリーはアメリカ人旅行者という役柄で、2人ともセリフはなかった。
1961年7月2日の早朝、大きな音で目が覚めたメアリーは、夫が愛用のショットガンで自殺したことを知った。
伝記作家のジェームズ・メローによると、アーネストは、銃が保管されていた地下の物置の鍵を開け、そこから玄関ホールに上がり、「友人と言っても良いほど常用していた二連式散弾銃」で自分を撃った。メアリーをはじめとする家族や友人は、当初は「事故死」と報道機関に伝えていたが、5年後の報道機関へのインタビューで、メアリーはアーネストが自殺したことを認めた。

## 晩年
1961年にアーネスト・ヘミングウェイが自殺した後、メアリーは彼の遺言執行人として、『移動祝祭日』(A Moveable Feast)、『海流のなかの島々』(Islands in the Stream)、『エデンの園』(The Garden of Eden)などの遺作を出版した。また、『移動祝祭日』の原稿をソ連の翻訳家タチアナ・クドリアフツェワに渡し、英語版と同時にロシア語版の出版を実現した。
1976年、自伝"How It Was"を執筆した。メアリー・ウェルシュ・ヘミングウェイの詳細な経歴は、アーネスト・ヘミングウェイの数多くの伝記や、バーニス・カートの『ヘミングウェイの女たち』(The Hemingway Women)に記載されている。
晩年のメアリーはニューヨークに移り、65番街のアパートに住んでいた。1986年11月26日、長い闘病の末に、78歳で死去した。遺言により、ケッチャムでヘミングウェイとともに埋葬された。